# Time After Time
Time After Time – kolekcja dwunastu, wcześniej nie publikowanych, utworów amerykańskiej wokalistki Evy Cassidy. Wydana 20 czerwca 2000 roku (cztery lata po jej śmierci). Album zawiera głównie nagrania studyjne, ale znajdują się na nim także cztery utwory nagrane na żywo.

## Lista utworów
| Nr  | Tytuł utworu                       | Autor                     | Długość |
| --- | ---------------------------------- | ------------------------- | ------- |
| 1.  | „Kathy's Song”                     | Paul Simon                | 2:47    |
| 2.  | „Ain't No Sunshine”                | Bill Withers              | 3:26    |
| 3.  | „The Letter”                       | Wayne Carson Thompson     | 4:15    |
| 4.  | „At Last”                          | Mack Gordon, Harry Warren | 2:58    |
| 5.  | „Time After Time”                  | Rob Hyman, Cyndi Lauper   | 4:00    |
| 6.  | „Penny to My Name”                 | Roger Henderson           | 3:41    |
| 7.  | „I Wandered by a Brookside”        | tradycyjny                | 3:31    |
| 8.  | „I Wish I Was a Single Girl Again” | Harlan Howard             | 2:29    |
| 9.  | „Easy Street Dream”                | Steve Digman              | 3:20    |
| 10. | „Anniversary Song”                 | Digman                    | 2:54    |
| 11. | „Woodstock”                        | Joni Mitchell             | 4:21    |
| 12. | „Way Beyond the Blue”              | tradycyjny                | 2:26    |
|     |                                    |                           | 40:08   |

## Wykonawcy
- Eva Cassidy - gitara akustyczna, gitara elektryczna
- Chris Biondo - gitara basowa
- Raice McLeod - perkusja
- Lenny Williams - fortepian

## Producenci
- Producenci: Chris Biondo, Bill Straw, Lenny Williams
- Inżynier dźwięku: Chris Biondo
- Mixing: Chris Biondo, Geoff Gillette, Eric Lemley
- Mastering: Robert Vosgien
- Design: Eileen White
- Paintings: Eva Cassidy
- Fotografia: Larry Melton
- Liner notes: Keith Grimes, Kevin Howlett

## Listy przebojów
| Rok  | Lista                  | Pozycja |
| ---- | ---------------------- | ------- |
| 2001 | The Billboard 200      | 161     |
| 2001 | Top Independent Albums | 4       |